# Leevi Madetoja
Leevi Antti Madetoja (Oulu, Ostrobòtnia del Nord, 17 de febrer, 1887 – Hèlsinki, 6 d'octubre, 1947), va ser un compositor, director d'orquestra, escriptor i professor finlandès.

## Biografia
Leevi Madetoja va néixer a Oulu en una família pobra, i el seu pare mariner no va tenir temps de veure el seu fill abans de morir a Amèrica. Després de la mort del pare, la mare va ser totalment responsable de la família, però malgrat això, va poder educar en Leevi i el seu germà gran, que era dos anys més gran, amb el seu sou de dependenta de botiga. Madetoja va recordar més tard que un àpat calent només es menjava a casa els diumenges, quan la seva mare no havia d'estar a la feina. La profunda religiositat de la llar de la seva infància queda il·lustrada pel fet que Leevi va rebre el nom de Lars Levi Laestadius, que va ser anomenat el profeta de Lapònia.
Madetoja es va graduar al Liceu Clàssic Finlandès d'Oulu el 1906. Mentre estava a l'escola, va cantar al cor de l'escola, va dirigir el cor de la societat i va estudiar violí i piano de manera independent, encara que el seu instrument principal era el kantele. Va estudiar a l'Institut de Música de Hèlsinki (ara l'Acadèmia Sibelius) i a la Universitat de Hèlsinki des de 1906 fins a 1910 sota la direcció d'Armas Järnefelt, Erik Furuhjelm i Jean Sibelius. Madetoja també va estudiar a París i Viena.
Encara que Madetoja va abandonar Oulu immediatament després de graduar-se de l'escola secundària el 1906, encara tenia una forta identitat ostrobotnica, i això també es reflecteix a l'òpera Pohjalaisia (1923), que es considera una de les obres principals del compositor.
Madetoja va treballar com a director a Vyborg del 1914 al 1916, i abans, juntament amb Toivo Kuula, va ser director ajudant de l'Orquestra Nacional de Finlàndia. També va ser crític musical del "Helsingin Sanomat", professor de música a la Universitat de Hèlsinki i president de Teosto.
Madetoja era membre de la branca d'Ostrobòtnia del Nord, i a través de les seves activitats va conèixer a Toivo Kuula, membre de la branca d'Ostrobòtnia del Sud. Inspirat per aquesta influència romàntica nacional, Madetoja va recopilar cançons populars d'Ostrobòtnia del Nord de la seva província natal entre 1907 i 1909. Mentre Madetoja componia música per a una obra del seu company d'estudis Eino Leino, va conèixer la seva futura esposa, la poeta L. Onerva. Estaven casats des del 1913, tot i que Leino va ser la tercera roda de la relació fins a la seva mort. Madetoja, com Leino i Onerva, es va convertir en alcohòlic i va morir d'insuficiència cardíaca a Hèlsinki als 60 anys. La seva productivitat va disminuir en els últims anys.
Madetoja vivia amb la seva parella a Etu-Töölössä, a la casa d'artista Lallukka (Hèlsinki, Apollonkatu 13), construïda l'any 1933.
Madetoja està enterrat al cementiri de Hietaniemi a Hèlsinki. La seva dona L. Onerva va ser enterrada al seu costat 25 anys després. Leevi Madetoja va llegar els seus ingressos per drets d'autor a l'Associació de Compositors de Finlàndia i, segons el testament, els ingressos per drets d'autor s'havien d'utilitzar "per a la impressió de les obres de Leevi Madetoja i, un cop aconseguit aquest propòsit, ja sigui mitjançant aquest acte pòstum o altres fons similars, per a la impressió de música finlandesa en general, principalment obres més grans de l'Associació Finlandesa". el fons mental es va transferir a l'Associació de Compositors de Finlàndia.

## Música
A Finlàndia, Madetoja és un dels grans compositors de música clàssica. Ocupa una posició central en la música finlandesa després de Jean Sibelius com potser el millor romàntic tardà de la seva generació. La música de Madetoja es caracteritza per una certa ambivalència. D'una banda, té un clar to nacional finlandès, que és el que sovint es percep com el mati malenconiós de la seva música. D'altra banda, té una sofisticació i fins i tot una elegància que es considera francesa.
Jean Sibelius sembla que va valorar Madetoja més entre els romàntics tardans finlandesos que van venir després d'ell. Va ser un dels pocs estudiants privats de composició de Sibelius. Madetoja també va tenir una influència en la formació de l'escola. L'historiador de la música suec Bo Wallner ha parlat de molts compositors finlandesos que van debutar a la dècada de 1930 com a representants de la música post-Mademoiselle.
La música de Madetoja combina amb èxit la profunda reflexió finlandesa amb l'escolta francesa i la sofisticació del so. Les obres de Madetoja sovint manquen de gestos exteriors espectaculars, però creen el seu propi món interior personal, bonic i subtil. El compositor va començar com un romàntic nacional, però aviat va treure influències de la música d'art contemporani i el llenguatge musical ostrobotnià a la seva música. L'enfocament psicològic de la narrativa musical es reflecteix en diverses obres, com ara El jardí de la mort (Op. 41), l'òpera Juha (Op. 74) i el ballet Okon Fuoko (Op. 58).
Madetoja, que estava interessat en temes espirituals, també va compondre la cançó "At the Feet of the Master" a un text del filòsof indi Krishnamurti. A l'himnal de 1987, les composicions de Madetoja inclouen els himnes 142 i 626. Les seves conegudes composicions espirituals també inclouen la cançó "Kotihin mielin" (Homeward Mind) basada en un poema de Hilja Haahti i la nadala "Arkihuolesi kaikki heita" (Les preocupacions quotidianes de tothom) basada en un poema d'Alpo Noponen. El mateix Madetoja va considerar la seva darrera composició tan exitosa que fins i tot la va proposar com a himne, encara que amb paraules d'un himne suec que ja figurava a l'himne.

## Monuments
Hi ha una estàtua de Leevi Madetoja a Oulu, feta per l'escultor Aarre Aaltonen el 1962. La Fundació Madetoja, amb seu a Hèlsinki, es va fundar l'any 1997. Des de 1988, l'Associació de Compositors de Finlàndia atorga els Premis Madetoja a músics que s'han distingit com a intèrprets de música contemporània finlandesa. El 1974, Pukinmäki a Hèlsinki va ser rebatejat com Madetojanpolku i Madetojankuja. El Madetoja Music High School d'Oulu i la sala principal del Centre de Música d'Oulu, Madetoja Hall, també porten el nom del compositor.

## Concursos de Madetoja
El Leevi Madetoja Piano Competition és un dels concursos més importants en l'àmbit de la música clàssica a Finlàndia. Està organitzat per la Universitat Regional de Ciències Aplicades d'Oulu cada tres anys.

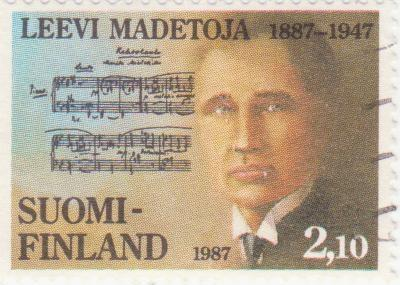
Segell Madetoja de 1987.

El Concurs Internacional de Cors Masculins Leevi Madetoja, organitzat per l'Associació de Cors Masculins de Finlàndia i dedicat al cant coral masculí, també porta el nom de Madetoja. Se celebra aproximadament cada cinc anys. La competició es va celebrar per primera vegada l'any 1989 a Turku. La setena competició es va celebrar al Helsinki Music Center el 27 de novembre de 2021 en una sèrie internacional, nacional i de revisió.

## Composicions
Per conèixer la llista de composicions de Leevi Madetoja aneu al seu arxiu de la Viquipèdia finesa.

## Premis i reconeixements[calcitació]
- Títol de professor 1937
- Membre honorari de l'Associació de Compositors de Finlàndia 1947
- Premi Honorífic de la Fundació Cultural Finlandesa 1947
- Beca Kalevala Any Jubilee 1936
- Pensió estatal de compositor 1919
- Membre de la Reial Acadèmia Sueca de Música